# Profit and the Loss
Profit and the Loss é um filme mudo do gênero drama produzido no Reino Unido e lançado em 1917.